# الحديقة الوطنية للتسلية (بن عكنون)
منتزه بن عكنون هو منتزه يقع في جنوب غرب الجزائر العاصمة في منطقة سعيد حمدين، يقع بين بن عكنون وحيدرة، افتحت في عام 1982 في غابة بن عكنون، تنقسم حديقة بن عكنون إلى منطقتين وتضم حديقة حيوانات وملاهي، تبلغ مساحتها 304 هكتار، وهي مُجهزة بمرافق حيوية ومقسمة إلى عدة مناطق: 50 هكتار محجوزة للجذب السياحي (20 هكتار لركوب الخيل) ومناطق للاسترخاء، 40 هكتار للحيوانات، 200 هكتار من الغابات، وفندقين، العديد من المتاجر والمطاعم، بالإضافة إلى عدة هكتارات من الأراضي غير المستخدمة؛ ووسائل النقل المستخدمة لنقل الزوار: قطار سياحي وجمازة جوية. يعاني المنتزه من الاهمال منذ عام 2011.